# Gliński (herb szlachecki)

Herb

Gliński (Hliński) – polski herb szlachecki pochodzenia rusko-tatarskiego.

## Opis herbu
Opis według klasycznych zasad blazonowania:
W polu czerwonym, przez górną belkę znaku przypominającego ruską literę P - krzyż na opak, z końcem górnym rozdartym.
W klejnocie trzy pióra strusie.
Labry herbowe czerwone, podbite srebrem.

## Geneza
Herb w herbarzach po raz pierwszy opisany i zilustrowany prawdopodobnie przez Kaspra Niesieckiego (Korona polska, 1738). Należy do rodziny Glińskich (Hlińskich), mającej wywodzić się od Leksy, wnuka chana Mamaja. Rodzina nazwisko Gliński miała przyjąć od miasta Glińsk po litewskiej stronie Dniepru, gdzie przeniosła się z Krymu i przyjęła zwierzchność księcia Witolda. Następnie dwie linie tej rodziny, przyjęły odmiejscowe nazwiska Lichodziejewski (Lichodziejski) oraz Daszkowicz (linia wygasła w XVI wieku) od posiadanych dóbr. Glińscy na Litwie mieli zaprzestać używania tytułu książęcego w XVI/XVII wieku.

## Herbowni
Lista herbownych w artykule sporządzona została na podstawie wiarygodnych źródeł, zwłaszcza klasycznych i współczesnych herbarzy. Należy jednak zwrócić uwagę na częste zjawisko przypisywania rodom szlacheckim niewłaściwych herbów, szczególnie nasilone w czasie legitymacji szlachectwa przed zaborczymi heroldiami, co zostało następnie utrwalone w wydawanych kolejno herbarzach. Identyczność nazwiska nie musi oznaczać przynależności do danego rodu herbowego. Przynależność taką mogą bezspornie ustalić wyłącznie badania genealogiczne.
Pełna lista herbownych nie jest dziś możliwa do odtworzenia, także ze względu na zniszczenie i zaginięcie wielu akt i dokumentów w czasie II wojny światowej (m.in. w czasie powstania warszawskiego w 1944 spłonęło ponad 90% zasobu Archiwum Głównego w Warszawie, gdzie przechowywana była większość dokumentów staropolskich). Lista nazwisk znajdująca się w artykule pochodzi z Herbarza polskiego, Tadeusza Gajla (6 nazwisk). Występowanie na liście nazwiska nie musi oznaczać, że konkretna rodzina pieczętowała się herbem Gliński. Często te same nazwiska są własnością wielu rodzin reprezentujących wszystkie stany dawnej Rzeczypospolitej, tj. chłopów, mieszczan, szlachtę. Jest to dotychczas najpełniejsza lista herbownych, uzupełniana ciągle przez autora przy kolejnych wydaniach Herbarza. Tadeusz Gajl wymienia następujące nazwiska uprawnionych do używania herbu Gliński:

Daszkowicz, Gliński, Hliński, Lichodziejewski, Lichodziejski, Mamaj